# Бротон (Іллінойс)
Бротон (англ. Broughton) — селище (англ. village) в США, в окрузі Гамільтон штату Іллінойс. Населення — 185 осіб (2020).

## Географія
Бротон розташований за координатами 37°56′2″ пн. ш. 88°27′41″ зх. д. / 37.93389° пн. ш. 88.46139° зх. д. (37.933946, -88.461418).  За даними Бюро перепису населення США в 2010 році селище мало площу 5,17 км², з яких 5,16 км² — суходіл та 0,01 км² — водойми.

## Демографія
Згідно з переписом 2010 року, у селищі мешкали 194 особи в 84 домогосподарствах у складі 50 родин. Густота населення становила 38 осіб/км².  Було 98 помешкань (19/км²).
Расовий склад населення:
| - 99,0 % — білих - 1,0 % — корінних американців |

До двох чи більше рас належало 0,0 %. Частка іспаномовних становила 3,1 % від усіх жителів.
За віковим діапазоном населення розподілялося таким чином: 22,7 % — особи молодші 18 років, 49,5 % — особи у віці 18—64 років, 27,8 % — особи у віці 65 років та старші. Медіана віку мешканця становила 44,5 року. На 100 осіб жіночої статі у селищі припадало 98,0 чоловіків;  на 100 жінок у віці від 18 років та старших — 89,9 чоловіків також старших 18 років.
Середній дохід на одне домашнє господарство  становив 30 972 долари США (медіана — 23 750), а середній дохід на одну сім'ю — 29 336 доларів (медіана — 16 250). За межею бідності перебувало 63,4 % осіб, у тому числі 82,1 % дітей у віці до 18 років та 7,7 % осіб у віці 65 років та старших.
Цивільне працевлаштоване населення становило 35 осіб. Основні галузі зайнятості: освіта, охорона здоров'я та соціальна допомога — 42,9 %, роздрібна торгівля — 11,4 %, мистецтво, розваги та відпочинок — 11,4 %.